# Parathalestris pacificus
Parathalestris pacificus is een eenoogkreeftjessoort uit de familie van de Thalestridae. De wetenschappelijke naam van de soort is voor het eerst geldig gepubliceerd in 1971 door Chislenko.